# Greg Scott
Greg Scott (* 3. Juni 1988 in Victoria, British Columbia) ist ein kanadischer Eishockeyspieler, der seit Juni 2019 wieder bei Brynäs IF aus der Svenska Hockeyligan (SHL) bzw. HockeyAllsvenskan unter Vertrag steht und dort auf der Position des rechten Flügelstürmers spielt.

## Karriere
Greg Scott spielte von 2004 bis 2005 für Victoria Salsa in der British Columbia Hockey League. Zur Saison 2005/06 wechselte er zu den Seattle Thunderbirds in die kanadische Top-Juniorenliga Western Hockey League. In den folgenden vier Saisons war er als Stammspieler stets gesetzt und erzielte in den Saisons 2007/08 und 2008/09 über 80 Punkte. Scott, der nie gedraftet wurde, erhielt 2008 den WHL Plus-Minus Award für die beste Plus/Minus-Bilanz aller WHL-Spieler mit +40.
In der Saison 2009/10 spielte er für die Toronto Marlies, das Farmteam der Toronto Maple Leafs, in der American Hockey League. Nach André Deveaux und Viktor Stålberg war er mit 32 Punkten drittbester Scorer der Toronto Marlies. In der gleichen Saison kam Scott auch zu einigen Einsätzen für die Reading Royals in der ECHL. Im September 2010 nahm er am Trainingslager der Toronto Maple Leafs teil, doch am 27. September 2010 wurde er wieder zurück zu den Toronto Marlies geschickt. Bei den Marlies spielte Scott bis zum Ende der Saison 2012/13 und verbrachte nachfolgend drei Jahre beim schwedischen Erstligisten Brynäs IF.
Im Mai 2016 gab ZSKA Moskau aus der Kontinentalen Hockey-Liga (KHL) Scotts Verpflichtung bekannt. Am Ende der Saison 2018/19 gewann er mit dem Armeesportklub den Gagarin-Pokal und damit die russische Meisterschaft. Anschließend kehrte der Kanadier im Juni 2019 wieder zu Brynäs IF nach Schweden zurück. Mit der Mannschaft stieg der Kanadier im Frühjahr 2023 in die zweitklassige Allsvenskan ab.

## Erfolge und Auszeichnungen
- 2008 WHL Plus-Minus Award
- 2019 Gagarin-Pokal-Gewinn und Russischer Meister mit dem HK ZSKA Moskau

## Karrierestatistik
Stand: Ende der Saison 2022/23
(Legende zur Spielerstatistik: Sp oder GP = absolvierte Spiele; T oder G = erzielte Tore; V oder A = erzielte Assists; Pkt oder Pts = erzielte Scorerpunkte; SM oder PIM = erhaltene Strafminuten; +/− = Plus/Minus-Bilanz; PP = erzielte Überzahltore; SH = erzielte Unterzahltore; GW = erzielte Siegtore; 1 Play-downs/Relegation; Kursiv: Statistik nicht vollständig)